# جشن روپوش سفید

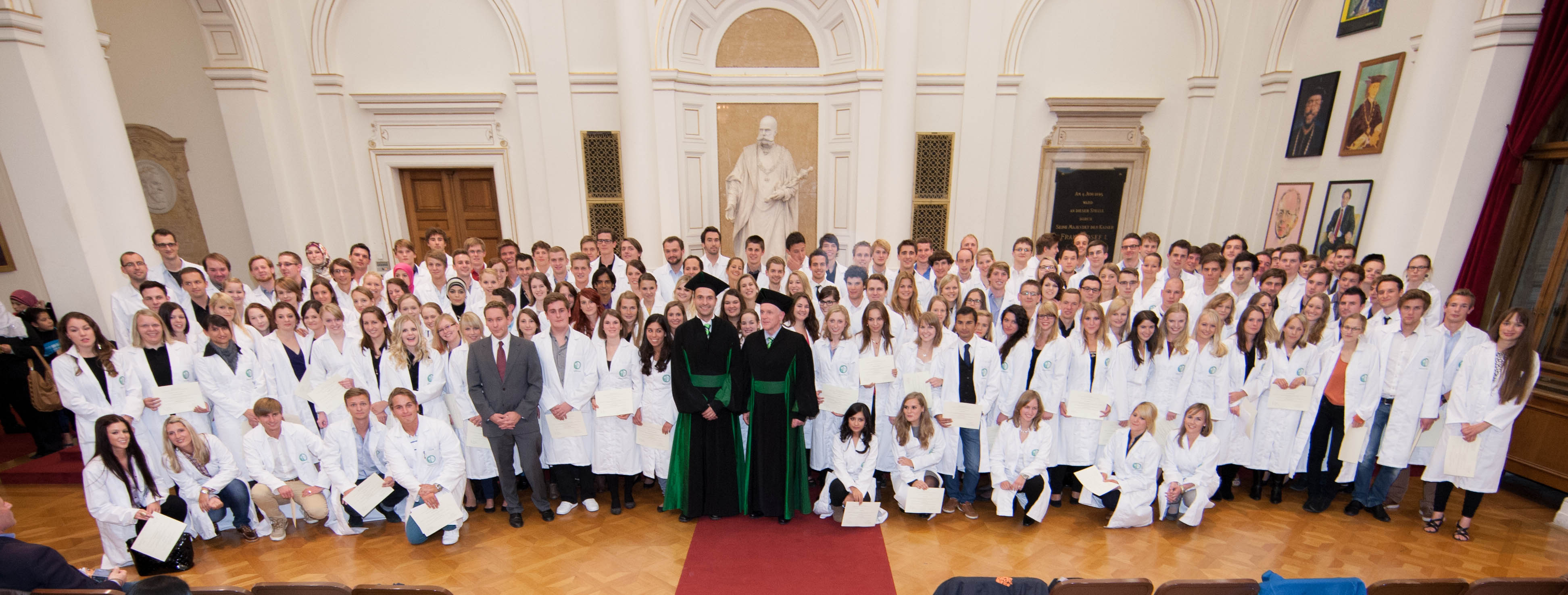
جشن روپوش سفید در گراتس اتریش، ۲۰۱۲

جشن روپوش سفید آیینی در برخی از دانشکده‌های پزشکی و سایر رشته‌های مرتبط با سلامت است که نشان‌دهنده گذار دانشجو از تحصیل علوم بهداشتی پیش‌بالینی به بالینی است. در برخی از آموزشکده‌ها که دانشجو در همان آغاز تحصیل با بیماران ملاقات می‌کند، مراسم روپوش سفید پیش از شروع سال اول برگزار می‌شود. این آیین یک نوآوری جدید است که اولین بار در دهه ۱۹۹۰ رایج شد.
جشن‌های روپوش سفید معمولاً شامل پوشاندن روپوش سفید بر تن دانشجویان است.

## در ایران
نخستین جشن روپوش سفید در ایران در سال ۱۳۸۱ در دانشکده پزشکی دانشگاه علوم پزشکی تهران با حضور مسئولان و استادان با سابقه‌ی دانشکده پزشکی برگزار شد. امروزه این سنت سالانه در سراسر کشور اجرا می‌شود.

## نگارخانه

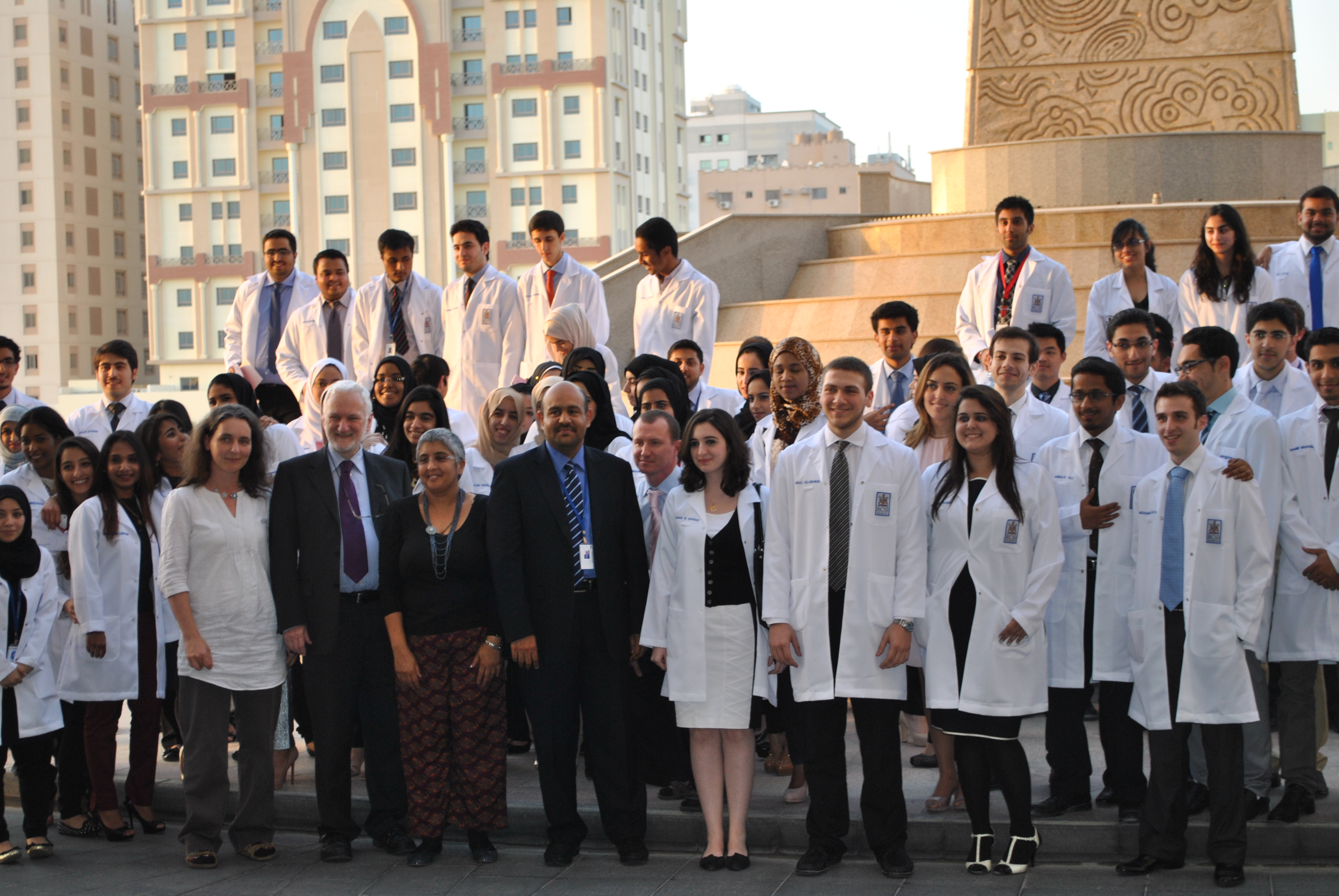
جشن روپوش سفید در بحرین
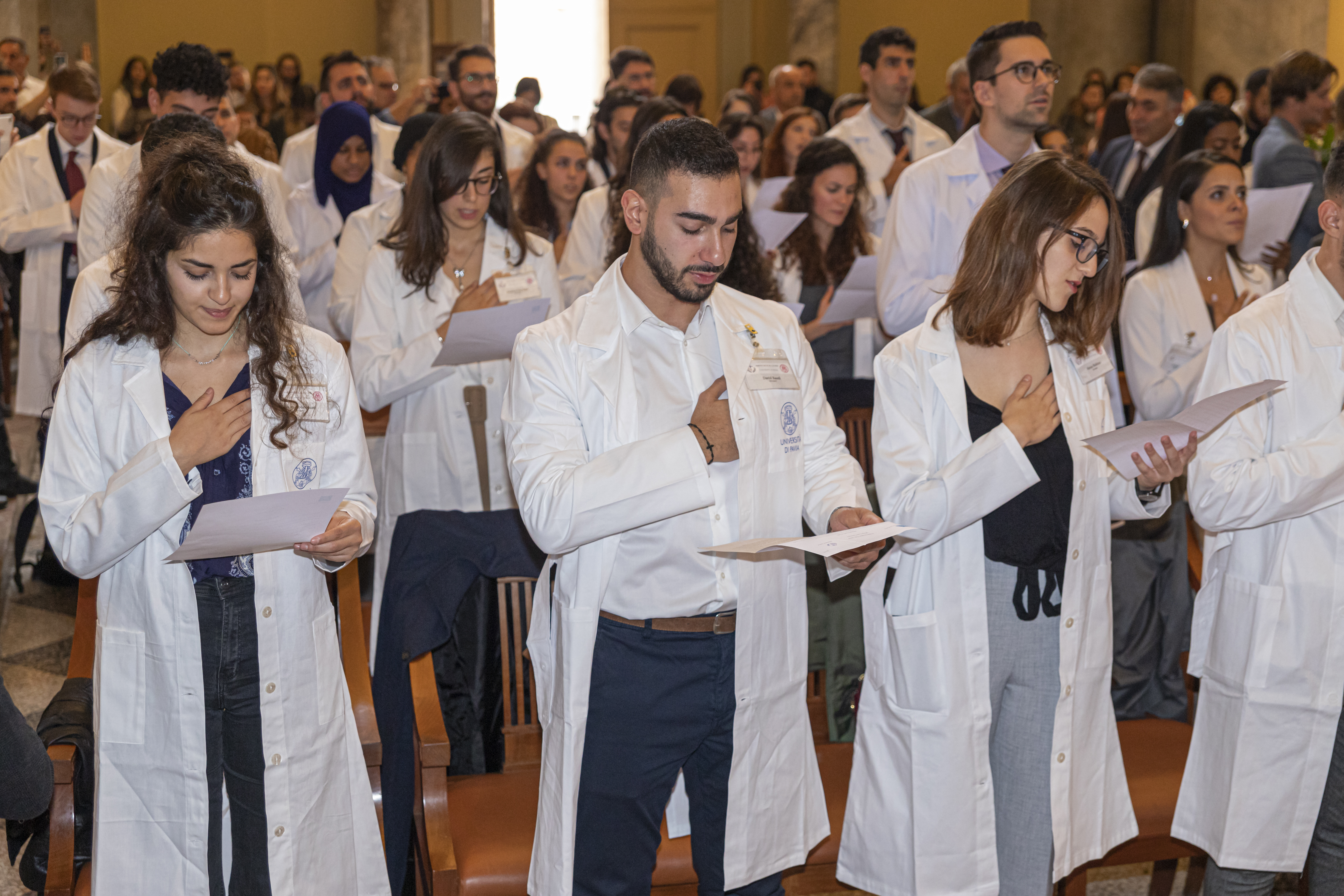
جشن روپوش سفید در پاویا، ایتالیا
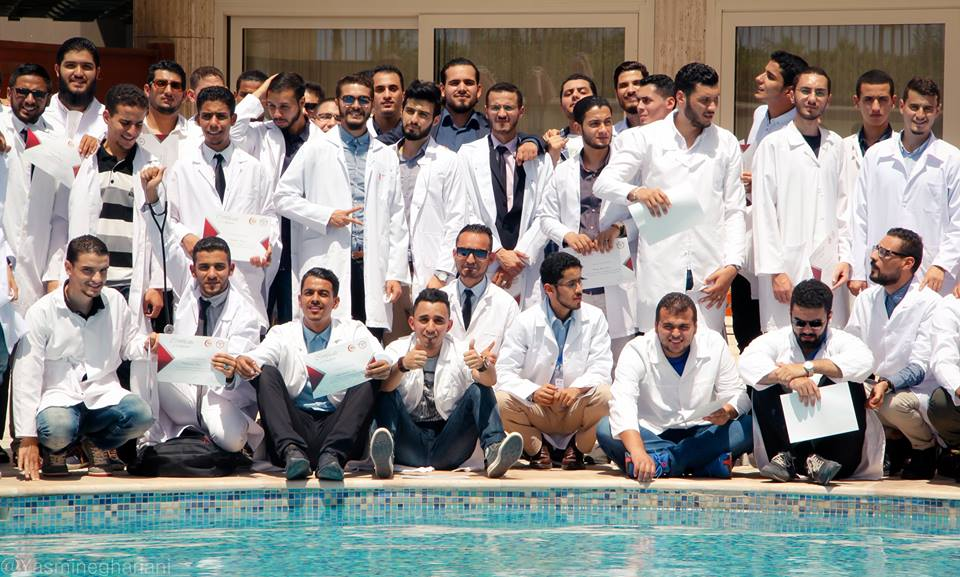
جشن روپوش سفید در لیبی
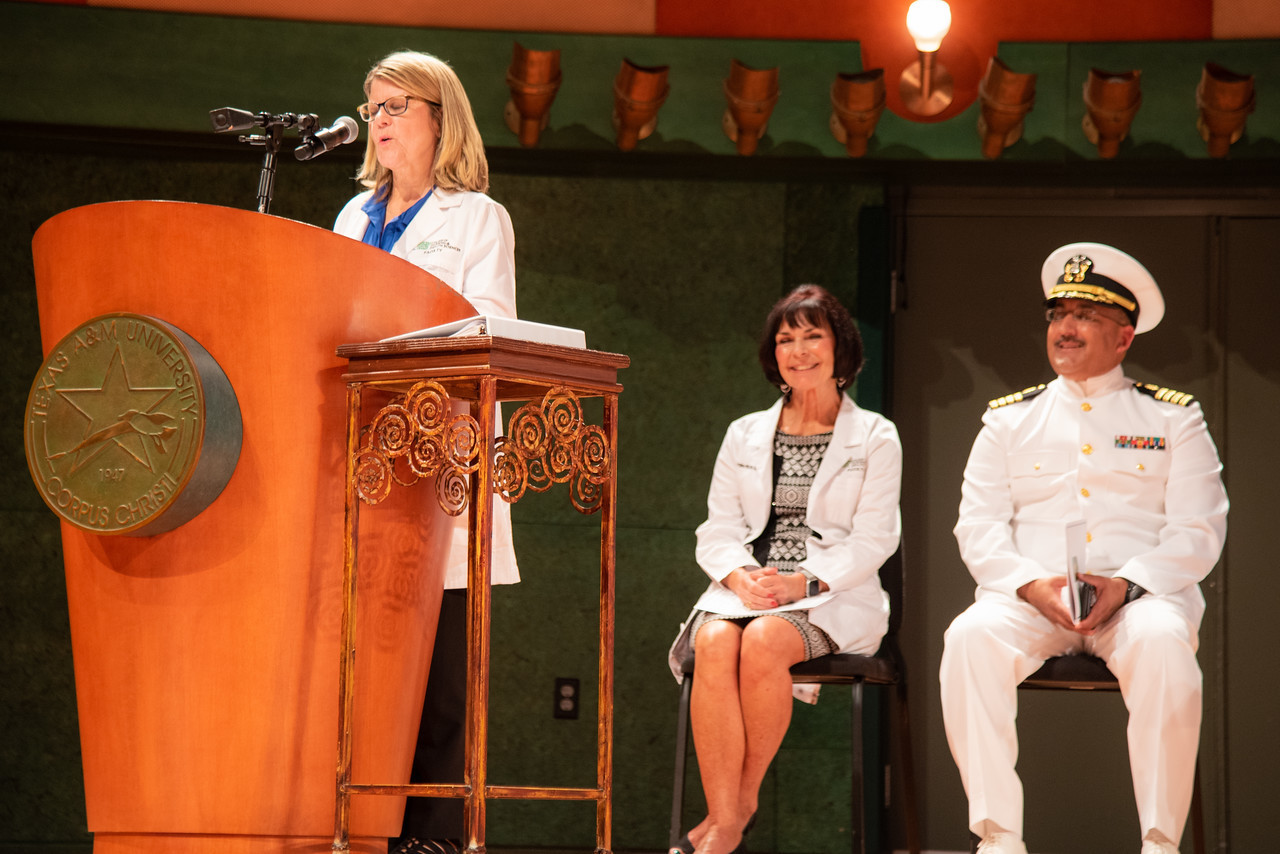
جشن روپوش سفید در تگزاس، آمریکا